# 人形星雲

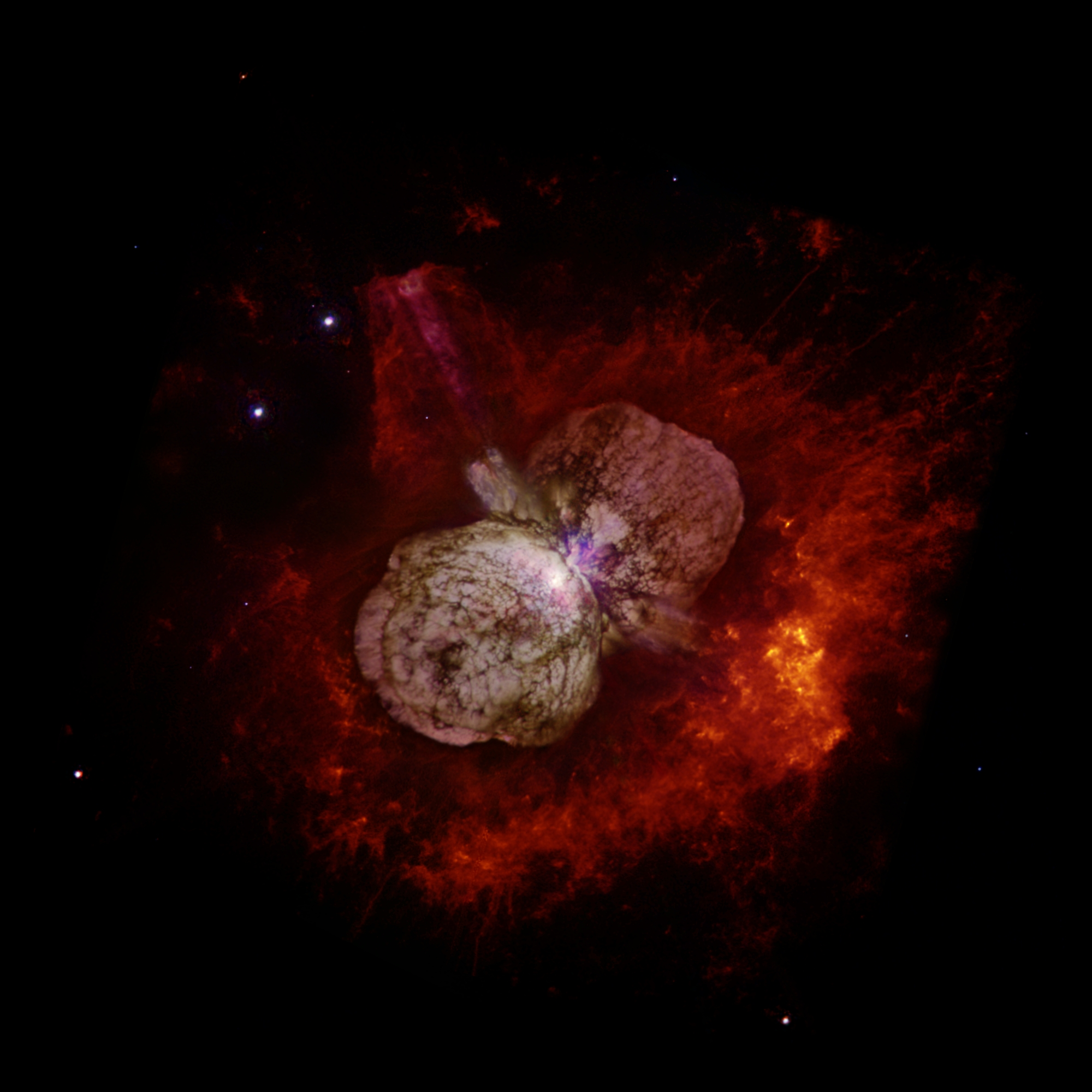
ハッブル宇宙望遠鏡が捉えたりゅうこつ座η星と人形星雲

人形星雲（にんぎょうせいうん、英: Homunculus Nebula）はりゅうこつ座η星から過去に放出された物質が星雲となっているもので、りゅうこつ座η星を取り巻いている。
この人形星雲は1840年代の大爆発でできたものだと考えられている。